# ロリト麻理菜
ロリト 麻理菜（ロリト まりな、英語: Loreto Marina、1994年2月4日 - ）は、日本のプロボクサー、理学療法士である。兵庫県神戸市西区出身。エスペランサスポーツボクシングジム所属。前日本女子ミニマム級王者。現WBO女子アジアパシフィックミニマム級王者。トレーナーは元IBO世界ライトフライ級王者で、現在の夫でもあるレイ・ロリト。旧姓は浜田（はまだ）。

## 来歴
学生時代はバスケットボール部に所属し、須磨学園高校から森ノ宮医療大学に進学。
卒業後は理学療法士として働く傍ら、ダイエット目的で大阪のジムにてボクシングを始めるが、「中途半端は嫌い」と練習に没頭するようになり、エスペランサジムに移りプロになった。
2019年12月18日、大阪府立体育会館（エディオンアリーナ大阪）第2競技場（以下、府立第2）にて勝谷美雪（ワタナベ）戦でデビューし4回3-0（39-38×2、40-36）の判定勝ち。
2020年9月26日、地元の神戸市立中央体育館（以下神戸中央）にて村井理（グリーンツダ）と対戦するが、4回1-1（37-39、39-37、38-38）の引き分け。
2020年12月13日、府立第2にて堀冴華（石田）と対戦し、4回3-0（39-37×3）の判定勝ち。
2021年3月28日、神戸中央にて阿比留通子（世田谷オークラ）と対戦し、4回3-0（40-36×2、39-37）の判定勝ち。
2021年12月18日、府立第2にて細田めぐみ（SRS）相手に初の6回戦に臨み、6回3-0（60-54×3）の判定勝ち。
2022年7月24日、堺市産業振興センターイベントホールにて元OPBF女子東洋太平洋ミニマム級王者の葉月さな（YuKOフィットネス）と対戦し、6回2-0（58-57×2、57-57）の判定勝ち。
その後、日本女子ミニマム王者の鈴木なな子（三迫）に対してJBCを通じて挑戦状を提出しタイトルマッチの交渉に入ったが、条件が合わず断念。
2023年4月9日、大阪府豊中市の176BOXにて鈴木が返上した日本女子ミニマム級王座決定戦として、前の試合で鈴木に敗れはしたもののダウンを奪い健闘した一村更紗（ミツキ）と対戦。4回にダウンを奪い、6回3-0（59-54、58-55、60-53）の判定で初タイトル獲得となった。
2023年11月12日、府立第2にて日本女子ミニマム級タイトルマッチとして瀬川紗代（ワタナベ）と対戦。6回1-0（59-55、57-57×2）の引き分け判定により初防衛に成功。
2024年5月16日、自身初となる後楽園ホールにてWBOアジアパシフィック王者中野真由美（中野サイトウ）との王座統一戦を予定していたが、中野が怪我により棄権したため中止。
2024年10月20日、176BOXにて中野が返上したWBOアジアパシフィックミニマム級王座決定戦および日本女子同級タイトルマッチとしてモンブランみき（一力）と対戦し、8回3-0の判定勝ちを収めWBOアジアパシフィック王座獲得と日本王座2度目の防衛に成功した。
2024年11月28日付で日本王座返上。
2025年4月6日、堺市産業振興センターにてOPBFフライ級9位ピーヤラック・セーンポーグラーンとのWBOアジアパシフィック王座の初防衛戦を行い、3-0判定で初防衛に成功した。

## 人物・エピソード
- 現在の夫かつ担当トレーナーであるレイ・ロリトとの出会いは、浜田麻理菜（当時）がプロ第3戦を翌月に控えた2020年11月、前年大晦日に重岡銀次朗に敗れて引退しトレーナーに転じたばかりのレイからFacebookで送られたトレーナーを希望するメッセージであった[6]。1週間で交際に発展し3ヶ月で結婚[16]。結婚後最初の試合となった阿比留通子戦は旧姓のまま出場していたが、次の細田めぐみ戦よりリングネームも改姓した。

## 戦績
- 10戦 8勝 2分 無敗

| 戦           | 日付           | 勝敗 | 時間 | 内容    | 対戦相手                         | 国籍 | 備考                                                                                   |
| ------------ | -------------- | ---- | ---- | ------- | -------------------------------- | ---- | -------------------------------------------------------------------------------------- |
| 1            | 2019年12月18日 | ☆    | 4R   | 判定3-0 | 勝谷美雪(ワタナベ)               | 日本 | プロデビュー戦                                                                         |
| 2            | 2020年9月26日  | △    | 4R   | 判定1-1 | 村井理(グリーンツダ)             | 日本 |                                                                                        |
| 3            | 2020年12月13日 | ☆    | 4R   | 判定3-0 | 堀冴華(石田)                     | 日本 |                                                                                        |
| 4            | 2021年3月28日  | ☆    | 4R   | 判定3-0 | 阿比留通子(世田谷オークラ)       | 日本 |                                                                                        |
| 5            | 2021年12月18日 | ☆    | 6R   | 判定3-0 | 細田めぐみ(SRS)                  | 日本 |                                                                                        |
| 6            | 2022年7月24日  | ☆    | 6R   | 判定2-0 | 葉月さな(YuKO)                   | 日本 |                                                                                        |
| 7            | 2023年4月9日   | ☆    | 6R   | 判定3-0 | 一村更紗(ミツキ)                 | 日本 | 日本女子ミニマム級王座決定戦                                                           |
| 8            | 2023年11月12日 | △    | 6R   | 判定1-0 | 瀬川紗代(ワタナベ)               | 日本 | 日本王座防衛1                                                                          |
| 9            | 2024年10月20日 | ☆    | 8R   | 判定3-0 | モンブランみき(一力)             | 日本 | WBO女子アジアパシフィックミニマム級王座決定戦 WBOアジアパシフィック獲得・日本王座防衛2 |
| 10           | 2025年4月6日   | ☆    | 8R   | 判定3-0 | ピーヤラック・セーンポーグラーン | タイ | WBOアジアパシフィック防衛1                                                             |
| テンプレート |                |      |      |         |                                  |      |                                                                                        |

## 獲得タイトル
- 第6代日本女子ミニマム級王座（防衛2）
- 第6代WBOアジアパシフィックミニマム級王座（防衛1）